# J'irai tuer pour vous
J'irai tuer pour vous est un roman biographique et policier de l'écrivain français Henri Lœvenbruck et édité par Flammarion en 2018.

## Synopsis
Le livre fait le récit des aventures de Marc Masson en 1985.